# Hydrophyllum macrophyllum
Hydrophyllum macrophyllum är en strävbladig växtart som beskrevs av Thomas Nuttall. Hydrophyllum macrophyllum ingår i släktet indiankålssläktet, och familjen strävbladiga växter. Inga underarter finns listade i Catalogue of Life.